# 聖瑪利亞撞擊坑

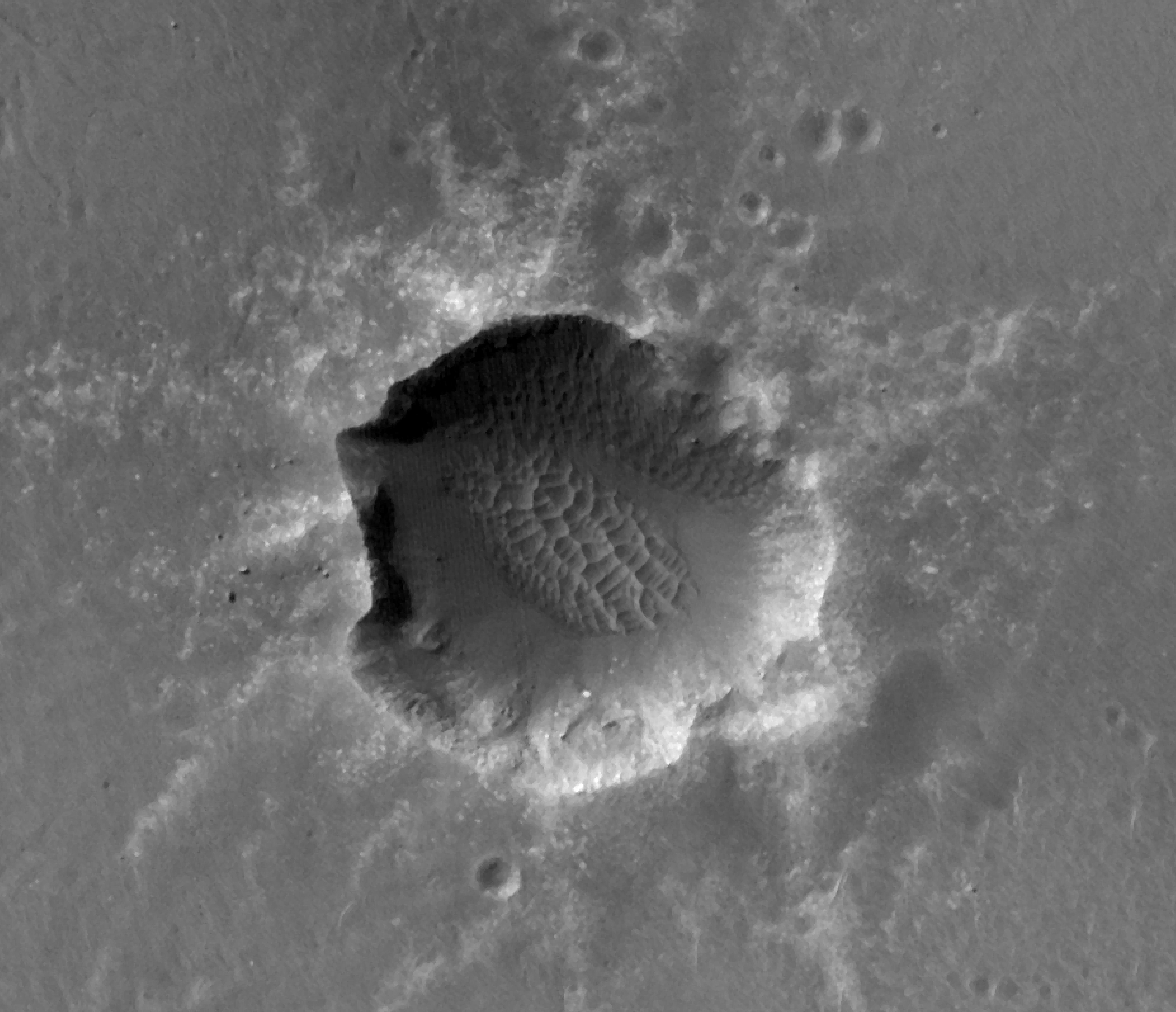
火星偵察軌道器的 HiRISE 拍攝的聖瑪利亞撞擊坑。

聖瑪利亞撞擊坑（英語：Santa Maria）是一個位於火星子午線高原的撞擊坑，中心座標2.172°S，5.445°W。位於更大的奮鬥撞擊坑西北方，直徑約80到90公尺。機會號火星車曾經探測。

## 探測
機會號於2010年12月15日到達聖瑪利亞撞擊坑。該火星車當時位於撞擊坑東南環處拍攝了數張影像並等待行星日凌。在行星日凌之前最後一次和地球通訊是在2011年2月3日，在大約一星期後恢復通訊。機會號在當地研究了兩塊岩石「Luis de Torres」和「Ruiz Garcia」。2011年3月22日機會號離開聖瑪利亞撞擊坑向東前往奮鬥撞擊坑。

### 其他機會號曾經探測的撞擊坑
- 鷹撞擊坑
- 弗拉姆撞擊坑
- 小獵犬撞擊坑
- 艾瑪迪安撞擊坑
- 阿爾戈撞擊坑
- 沃斯托克撞擊坑
- 厄瑞玻斯撞擊坑
- 維多利亞撞擊坑
- 堅忍撞擊坑